# Xystrota rubromarginata
Xystrota rubromarginata är en fjärilsart som beskrevs av Alpheus Spring Packard 1876. Xystrota rubromarginata ingår i släktet Xystrota och familjen mätare. Inga underarter finns listade i Catalogue of Life.